# Месје 105
Месје 105 (М105) је елиптична галаксија у сазвежђу Лав која се налази у Месјеовом каталогу објеката дубоког неба. Сматра се да садржи ултрамасивну црну рупу.
Деклинација објекта је + 12° 34' 52" а ректасцензија 10h 47m 49,5s. Привидна величина (магнитуда) објекта М105 износи 9,5 а фотографска магнитуда 10,5. Налази се на удаљености од 10,602 милиона парсека од Сунца. М105 је још познат и под ознакама NGC 3379, UGC 5902, MCG 2-28-11, CGCG 66-18, PGC 32256.